# Walt Disney Television (produtora)
Walt Disney Television era a divisão de produção de televisão americana da The Walt Disney Company.
As produções televisivas da Walt Disney Television foram transmitidas, principalmente no Disney Channel, Disney Junior, Disney XD e ABC.
Hoje, a maioria das produções 'antigas' da Walt Disney Television são séries animadas produzidas pela Walt Disney Television Inc. (simplesmente conhecida como 'Nova' Walt Disney Television ou apenas Disney Television). A última série em live-action conhecida produzida pela Walt Disney Television foi Smart Guy, que foi exibida por três temporadas de 1997 a 1999 na agora extinta WB Television Network. Ele foi sucedido de propósito pela It's a Laugh Productions.

## História
A Walt Disney Television foi formada em 1983, como Walt Disney Pictures Television Division, o nome foi posteriormente encurtado para Walt Disney Television em 1986. Até 1983, os programas da Disney eram exibidos sob a bandeira da empresa controladora, então chamada de Walt Disney Productions. A Disney fez suas primeiras produções em 1985, que foram Wildside, produzida pelo selo Touchstone Films (agora ABC Signature), e dois desenhos animados Adventures of the Gummi Bears na NBC e Wuzzles na CBS.
Em agosto de 1994, com a saída do presidente do Walt Disney Studios, Jeffrey Katzenberg, seu negócio de entretenimento cinematográfico foi dividido em dois, com a Walt Disney Pictures continuando com o cinema e a recém-criada Walt Disney Television and Telecommunications para a televisão sob o comando de Joe Roth e Richard Frank, respectivamente.
Na época em que a Disney se fundiu com a Capital Cities/ABC, a Disney Television fazia parte da Walt Disney Television and Telecommunications (WDTT). Com a aposentadoria do presidente da WDTT, Dennis Hightower, em abril de 1996 e a reorganização pós-fusão em curso, a Walt Disney Television (junto com sua unidade de Animação) foi transferida de volta para o The Walt Disney Studios.
O grupo Walt Disney Television, após a saída de seu presidente Dean Valentine em setembro de 1997, foi dividido em duas unidades: Walt Disney Television (WDT) e Walt Disney Network Television (WDNT), reportando-se ao presidente do Walt Disney Studios Joe Roth. A WDT seria chefiada por Charles Hirschhorn como presidente e consistia na Disney Telefilms para a ABC, a unidade direta para vídeo e a Walt Disney Television Animation. O WDNT lidaria com a programação do horário nobre, liderado por David Neuman como presidente. Neuman também foi nomeado presidente da Touchstone Television. Em março de 1998, a WDNT foi colocado sob a Buena Vista TV Productions, um grupo recém-formado sob o comando do presidente Lloyd Braun, juntamente com a Touchstone Television. Em junho de 1998, Neuman deixou seus dois principais executivos devido a essa reorganização.
No final de 1999, a Walt Disney Television Studios (também chamada de Buena Vista Television Group ou Buena Vista Television Productions) foi transferida da Disney Studios para a ABC Television Network para se fundir com a divisão de horário nobre da ABC, ABC Entertainment, formando o ABC Entertainment Television Group. A Walt Disney Television Studios foi posteriormente transformada em Touchstone Television (tornou-se ABC Studios, agora conhecida como ABC Signature) em 2000, enquanto seu nome continuou a ser usado em novos desenhos animados da Walt Disney Television Animation (agora Disney Television Animation, que atualmente é uma unidade da Disney Channels Worldwide) até 2003, quando desapareceu de vez.

## Nomes
- Walt Disney Productions Television Division (1983)
- Walt Disney Pictures Television Division (1983–1985)
- Walt Disney Pictures Television (1985–1986)
- Walt Disney Television (1985–2003) (tornou-se o nome atual de divisões de ativos de televisão em 2019)
- Walt Disney Pictures and Television (1988–2007)